# Truland
Truland è il nome della piattaforma per i processori Xeon MP per sistemi multiprocessore sviluppata da Intel.
Le caratteristiche complete non sono ancora state rese note ma già si sa che il primo Xeon a farne parte sarà quello basato su core Paxville, che verrà poi sostituito nel corso del 2006 da Tulsa. Il chipset che li accompagnerà sarà invece l'iE8500 (TwinCastle) già alla base degli attuali Potomac e Cranfords che fornisce supporto al bus a 667 MHz, DDR2, controller di memoria RAM quad channel e supporto alla tecnologia di virtualizzazione Vanderpool.